# Cycas arnhemica
Cycas arnhemica é uma espécie de cicadófita do género Cycas da família Cycadaceae, nativa do Território do Norte (Austrália). Segundo dados de 2010, a população encontra-se estável.